# Dumbo - L'elefante volante
Dumbo - L'elefante volante (Dumbo) è un film d'animazione del 1941 diretto da Ben Sharpsteen. È prodotto da Walt Disney e proiettato in anteprima a New York il 23 ottobre 1941.
Considerato il 4º Classico Disney, Dumbo è basato sulla storia scritta da Helen Aberson e Harold Pearl e illustrata da Helen Durney per il prototipo di un nuovo giocattolo ("Roll-a-Book"). Il protagonista è Dumbo, un cucciolo di elefante, che viene ridicolizzato per via delle sue grandi orecchie, finché non imparerà a volare utilizzando le orecchie come ali. Durante la maggior parte del film, il suo unico vero amico è il topo Timoteo.
Dumbo venne prodotto per recuperare le perdite finanziarie di Fantasia: lo Studio della Disney decise, per questa ragione, di optare per uno stile semplice ed economico.
Nel 2017 il film è stato selezionato per la conservazione nel National Film Registry della Biblioteca del Congresso degli Stati Uniti per essere "culturalmente, storicamente ed esteticamente significativo".
A partire dalla riedizione del 1971 il film è stato distribuito semplicemente con il titolo Dumbo.

## Trama
Florida, 1941. Una notte d'inverno, gli animali di un circo ricevono i loro cuccioli da delle cicogne. L'unica a non riceverlo è la signora Jumbo, un’elefantessa: la cicogna preposta alla sua spedizione lo recapita soltanto il giorno dopo, quando il treno del circo è in viaggio verso la prossima tappa del tour. L'elefantino, che viene chiamato Jumbo Jr., viene inizialmente ammirato e adorato dalle altre elefantesse; ma quando la matriarca gli solletica affettuosamente la proboscide, l'elefantino starnutisce all'indietro così forte che le sue due orecchie si gonfiano, divenendo più grandi. Da quel momento, le elefantesse iniziano a deridere il povero e sfortunato cucciolo, chiamandolo "Dumbo" con intento derisorio.
Una volta che il circo viene aperto al pubblico, Dumbo diviene il bersaglio degli scherzi di un gruppo di ragazzini, sempre per la dimensione eccessiva delle sue orecchie. La signora Jumbo, nel tentativo di difendere il suo piccolo, si scaglia prima sul gruppo e poi sul personale del circo, scatenando il panico. Di conseguenza, lo staff la rinchiude in una gabbia. Così, Dumbo rimane solo e viene emarginato dalle altre elefantesse, che lo calunniano e poi lo ignorano. Solo Timoteo, il topo del circo, si dimostra compassionevole e così inizia a stringere amicizia con il piccolo elefante, ma solo quando si sarà  divertito a terrorizzare le elefantesse con la sua sola presenza per il loro comportamento subdolo e crudele nei confronti di Dumbo.
Una notte, Timoteo ha un'idea per migliorare la figura di Dumbo: entra nel letto del direttore del circo, facendosi passare per la voce della sua coscienza durante la notte mentre l'uomo dorme e gli suggerisce di inserire Dumbo nello spettacolo nel numero degli elefanti. Il direttore del circo fa di Dumbo la cima di una piramide di elefanti. Ma sfortunatamente, durante l'esibizione (eseguita oltretutto senza prove fatte in precedenza), Dumbo finisce involontariamente per inciampare nelle orecchie, facendo precipitare le elefantesse e il tendone stesso. Di conseguenza, a Dumbo viene relegato il ruolo di pagliaccio dal direttore, in uno spettacolo in particolare che lo vede deriso e umiliato, venendo fatto cadere dalla cima di un edificio in fiamme in una vasca piena di crema per torte mentre i clown, vestiti da vigili del fuoco, danno vita ad uno spettacolo farsesco.
Dopo lo spettacolo, Timoteo porta Dumbo a trovare la madre nella prigione, dove finalmente il piccolo elefante può riabbracciarla per breve tempo. Più tardi, sulla via del ritorno, l’elefantino si ferma con Timoteo a bere da un secchio dove, a loro insaputa, alcuni pagliacci per sbaglio hanno fatto cadere una bottiglia di champagne. I due si ubriacano e cominciano a vedere grandi elefanti rosa che prima si materializzano dalle bolle di champagne emanate dalla proboscide di Dumbo e poi iniziano ad assumere le forme più bizzarre, mettendosi a cantare una canzone da rabbrividire.
Il mattino seguente, Dumbo e Timoteo si svegliano su un albero, venendo poi notati da un gruppo di corvi. Timoteo ipotizza che Dumbo li abbia portati entrambi lassù usando le sue grandi orecchie come ali. I due vengono derisi dai corvi, ma il topo racconta loro la triste storia dell'elefantino: gli uccelli commossi, donano a Timoteo una "piuma magica" con cui Dumbo riesce finalmente a volare.
Tornati al circo, Dumbo e Timoteo devono ripetere il numero, questa volta buttandosi da una piattaforma molto più alta. Nonostante la perdita della piuma, in realtà un pretesto per incoraggiarlo, l'elefantino riesce a librarsi intorno al tendone, sbalordendo tutti i presenti e rivalendosi terrorizzando e umiliando pubblicamente tutti quelli della compagnia circense che lo prendevano in giro e lo maltrattavano. La performance porta il piccolo elefante alle vette del successo, con Timoteo che diventa il suo nuovo manager e impresario. Alla fine, a Dumbo e sua madre viene destinato un vagone privato sul treno del circo, riguadagnando anche il rispetto delle altre elefantesse e con i suoi amici corvi che lo salutano in lontananza augurandogli buona fortuna.

## Personaggi
- Dumbo Jumbo (Jumbo Jr.): è il protagonista del film, è un elefante dolce e innocente con delle grandi orecchie che lo rendono in grado di volare. Dopo la separazione dalla madre, stringe una profonda amicizia con il topolino Timoteo. Per tutto il film non ha alcun dialogo parlato.
- Timoteo (in originale Timothy Q. Mouse): è un coraggioso e sincero topolino del circo che diventa il migliore amico e il mentore di Dumbo. Il suo nome non viene mai citato nel film, ma può essere letto nella sua firma sul quotidiano nel finale del film.
- La signora Jumbo (Mrs. Jumbo): è l'amorevole e affettuosa madre di Dumbo, dal quale viene separata dopo aver tentato di difenderlo. Parla in una sola occasione all’inizio del film, chiamando il figlio "Jumbo Jr." (nell'adattamento italiano lo chiama invece "Dumbo Jumbo").
- I Corvi, i cui nomi in originale, partendo dal leader, sono Jim e poi rinominato Dandy,[2] Specks, Fats, Dopey e Deacon: all'inizio irrispettosi nei confronti di Dumbo e Timoteo per via della loro idea che un elefante possa volare, ma successivamente, dopo aver ascoltato la triste storia di Dumbo raccontata da Timoteo e mossi da empatia e solidarietà, aiuteranno Dumbo donandogli la "piuma magica" come placebo e insegnandogli a volare divenendo suoi grandi amici. Ricompariranno nel 1988 nel film a tecnica mista Chi ha incastrato Roger Rabbit come la band musicale di supporto di Jessica Rabbit nel locale "Ink & Paint Club" dove l'ultima lavora come cantante.
- Il direttore del circo (Ringmaster): è l'antagonista del film, è un uomo arrogante e insensibile, che cerca di trarre il massimo profitto dai suoi numeri, sfruttando sia gli operai che gli animali. Il personaggio appare poi come un cattivo principale nel videogioco La rivincita dei Cattivi. Nel film separa Dumbo da sua madre dopo che quest'ultima ha cercato di proteggere suo figlio da dei bulli e dopo essere stato umiliato pubblicamente da Mrs. Jumbo a causa delle eccessive frustate su di lei. Sottopone Dumbo a umilianti e pericolosi numeri clowneschi e abusi fisici sfruttando il suo buffo aspetto come "punizione" per aver accidentalmente rovinato un ambizioso ma pericolosissimo numero con degli elefanti disposti a piramide sopra una palla (senza aver fatto prove precedentemente) inciampando nelle sue stesse orecchie (secondo una delle elefantesse, sembra che prima di prendere la decisione finale il direttore abbia minacciato o considerato di picchiare l'elefantino); e sfrutta, maltratta e insulta i manovali addetti alla costruzione del tendone del circo secondo la drammatica e passivo-aggressiva canzone cantata da questi ultimi intitolata "Roustabouts" (unica canzone mantenuta in lingua originale nel film). Non è chiaro cosa gli sia successo dopo il numero di volo di Dumbo in pubblico ed essere stato umiliato pubblicamente stavolta dall'elefantino come rivalsa, ma viene lasciato intendere che Timoteo sia diventato il nuovo impresario del circo o che abbia almeno avuto un ruolo di rilievo nella gestione del circo (come confermato in alcuni adattamenti cartacei del film), oltre a mostrare di aver firmato un contratto con Hollywood come "manager di Dumbo".
- Le elefantesse del circo (Matriarch o Matriarca, Catty, Prissy e Giddy): sono le prime a prendersi crudelmente gioco del piccolo elefante appena svela le sue orecchie. Nella versione originale sono loro che danno all'elefantino il nome "Dumbo" a scopo derisorio per via del suo aspetto. Quando la madre di Dumbo viene imprigionata, anziché dimostrare solidarietà verso il piccolo, lo emarginano parlando male di lui. Alla fine, tuttavia, lo accettano diventando più amichevoli nei suoi confronti, seppur forse più per riverenza e ruffianeria dopo essere state spaventate e umiliate da Dumbo durante il suo primo volo in pubblico a sorpresa di tutti al circo.
- I pagliacci: dipendenti del circo che si mostrano insensibili alla sofferenza di Dumbo, progettando di fargli fare una caduta pericolosa nel loro spettacolo con l'autorizzazione del direttore. Solo uno dei clown afferma che una caduta troppo alta potrebbe fargli male. Verranno terrorizzati e umiliati pubblicamente assieme al direttore e alle elefantesse da Dumbo durante il suo primo volo in pubblico a sorpresa di tutti al circo come rivalsa per le prese in giro e i maltrattamenti da lui subiti.
- La Cicogna (Mr. Stork): una cicogna che di professione consegna i neonati. Indossa la divisa da fattorino e consegna alla signora Jumbo un fagotto che contiene il neonato Dumbo.
- Casimiro: (Casey Junior) è la locomotiva a vapore in testa al treno del circo protagonista della sequenza musicale all'inizio del film; ricompare brevemente a metà e alla fine del film, dove traina la carrozza privata di Dumbo e di sua madre. Chiamato così, almeno in originale, in onore del leggendario e storico ingegnere e macchinista ferroviario sud-statunitense Casey Jones, celebre per la ballata popolare a lui dedicata e a cui Disney ha anche dedicato un cortometraggio nel 1950 basato su di lui[3][4][5][6][7][8].
- Gli elefanti rosa: spaventose allucinazioni che cambiano forme e colori, terrorizzando e allo stesso tempo incantando Dumbo e Timoteo. "Vedere gli elefanti rosa" ("Seeing pink elephants" in inglese) è un modo di dire per allucinazioni da ubriachi causate da allucinosi alcolica o delirium tremens: da qui l'ispirazione della sequenza. Il termine risale almeno all'inizio del XX secolo, emergendo da precedenti idiomi sui serpenti e altre creature[9][10][11].
- I ragazzi maleducati: clienti del circo che scherniscono Dumbo per le proprie orecchie. Il più ostinato, Smitty, verrà preso a sculacciate dalla signora Jumbo mentre gli altri verranno allontanati dalla stessa con una innocua balla di fieno, ma questo basterà a farla separare da suo figlio e farla considerare un pericolo pubblico.

## Produzione

### Sviluppo

Concept art di Dumbo

Dumbo si basa su una storia per bambini scritta da Helen Aberson e dall'allora marito Harold Pearl e illustrata da Helen Durney, preparata per la dimostrazione del prototipo di un dispositivo di narrazione visiva giocattolo chiamato Roll-A-Book. Si trattava solo di otto disegni e poche righe di testo, e aveva il pettirosso Red come alleato di Dumbo invece di Timoteo.
Dumbo venne portato a conoscenza di Walt Disney alla fine del 1939 dal capo delle licenze di merchandising della Disney Kay Kamen, che gli mostrò un prototipo del Roll-A-Book che includeva Dumbo. Disney ne colse immediatamente il potenziale e la storia commovente, e ne acquistò i diritti.
In origine il film doveva essere un cortometraggio, tuttavia Disney scoprì ben presto che l'unico modo per rendere giustizia al libro era quello di renderlo un lungometraggio. A quel tempo, lo studio Disney era in difficoltà finanziarie a causa della guerra in Europa, che aveva causato i fallimenti al botteghino di Pinocchio e Fantasia, così Dumbo era destinato ad essere un film low-budget pensato appositamente per rinverdire le casse dello studio. Gli sceneggiatori Dick Huemer e Joe Grant furono le figure principali nello sviluppo della trama. Insolitamente, scrissero la sceneggiatura in capitoli, proprio come un libro. Indipendentemente da ciò, ben poco venne cambiato rispetto al progetto iniziale.

### Casting
Nessuno dei doppiatori di Dumbo è stato accreditato nel film, tranne Timoteo, che venne doppiato da Edward Brophy, un attore caratterista noto per aver interpretato personaggi gangster. Che si sappia, non ha svolto altri ruoli da doppiatore.
La pomposa matriarca degli elefanti venne doppiata da Verna Felton, che successivamente darà voce anche alla Fata Smemorina di Cenerentola, alla Regina di cuori in Alice nel Paese delle Meraviglie e alla fata Flora in La bella addormentata nel bosco. Tra gli altri doppiatori compaiono Sterling Holloway nel cameo della cicogna, Cliff Edwards, meglio conosciuto come la voce del Grillo Parlante, come Dandy ("Jim") Corvo, il capo dei corvi, e John McLeish, meglio conosciuto come il narratore dei corti How To di Pippo, che fornisce la narrazione di apertura. Gli altri corvi sono stati doppiati da James Baskett, Nick Stewart, Hall Johnson e Jim Carmichael, tutti membri dell' "Hall Johnson Choir".
Herman Bing diede la voce al direttore del circo e Betty Noyes cantò il testo Bimbo mio.

### Animazione
Quando il film entrò in produzione all'inizio del 1941, al supervisore alla regia Ben Sharpsteen venne data l'indicazione di mantenere il film semplice ed economico. Di conseguenza, Dumbo manca del dettaglio sontuoso dei tre precedenti Classici Disney (Fantasia, Pinocchio e Biancaneve e i sette nani): il design appare poco complesso, gli sfondi sono meno dettagliati, e un certo numero di celle (o fotogrammi) vennero riciclati nell'animazione dei personaggi. Anche se il film presenta uno taglio più "fumettistico" rispetto ai precedenti film Disney, secondo uno stile che vagamente riprende quello delle Silly Symphonies, gli animatori portarono elefanti e altri animali in studio per studiarne i movimenti.
Per gli sfondi venne utilizzata la pittura ad acquerello. Dumbo e Biancaneve sono gli unici due Classici Disney ad utilizzare la tecnica, che era regolarmente impiegata per i vari cortometraggi animati Disney. Gli altri Classici Disney usarono pittura ad olio e tempera. Nel 2002 Lilo & Stitch si distingue dalle produzioni realizzate in computer graphic, presentando sfondi e scenografie disegnate ad acquerello.
La semplicità liberò gli animatori dall'eccessiva preoccupazione per i dettagli, e permise loro di concentrarsi sull'elemento più importante nell'animazione dei personaggi: la recitazione.

### Sciopero degli animatori Disney
Durante la produzione di Dumbo, Herbert Sorrell, il capo del sindacato Screen Cartoonists Guild, chiese a Disney di sottoscrivere con il suo sindacato. Disney rifiutò dicendo che l'avrebbe messa ai voti. Sorrel ripeté la richiesta, e Disney rifiutò nuovamente. Il 29 maggio 1941, poco dopo il completamento dell'animazione approssimativa su Dumbo, gran parte del personale dello studio scioperò.
Di tale agitazione c'è un velato riferimento nel film, precisamente nella scena precedente al ritorno di Dumbo e Timoteo dal colloquio con la signora Jumbo: i clown, i quali sono caricature degli stessi animatori, sono intenti a discutere delle loro retribuzioni e, insoddisfatti della loro paga, decidono di andare a "chiedere un buon aumento al principale". Lo sciopero, durato cinque settimane, concluse l'atmosfera "familiare" e il clima cameratesco dello studio.

## Distribuzione
Completato nell'autunno 1941, il film fece inizialmente esitare la RKO Radio Pictures a causa della sua durata di soli 64 minuti. La RKO consigliò a Disney di allungarlo, o, in alternativa, di farne un cortometraggio o di farlo distribuire come un B-movie. Disney rifiutò tutte e tre le opzioni, e la RKO a malincuore distribuì Dumbo, inalterato, come un A-movie.

### Data di uscita
Le date di uscita internazionali sono state:
- 23 ottobre 1941 negli Stati Uniti d'America
- 17 novembre in Brasile
- 18 dicembre in Canada
- 24 dicembre in Argentina
- 8 febbraio 1942 nel Regno Unito
- 14 aprile in Australia
- 9 luglio in Messico
- 30 novembre in Portogallo
- 25 settembre 1944 in Spagna
- 16 settembre 1946 in Svezia
- 25 aprile 1947 in Belgio (Dombo)
- 25 ottobre in Francia (Dumbo, l'éléphant volant)
- 26 dicembre in Norvegia (Dumbo - den flyvende Elefanten)
- 25 giugno 1948 in Danimarca
- 19 agosto a Hong Kong
- 16 settembre in Colombia
- 1º ottobre in Finlandia
- 23 ottobre in Polonia
- 24 novembre in Italia[18]
- 25 luglio 1951 nei Paesi Bassi
- 8 aprile 1952 in Germania Ovest (Dumbo, der fliegende Elefant)
- 22 maggio 1953 in Austria
- 12 maggio 1954 in Giappone (Danbo)
- 28 settembre 1955 nelle Filippine
- 14 maggio 1968 in Libano
- 14 ottobre 1986 in Kuwait
- 12 luglio 1989 in Cina

### Edizione italiana
La versione italiana del film è stata curata da Roberto De Leonardis, dialoghista del film e paroliere delle canzoni con il nome di Pertitas; il doppiaggio, invece, venne eseguito presso gli studi della Fono Roma con la collaborazione della C.D.C. sotto la direzione di Mario Almirante. Dumbo fu il primo Classico Disney la cui versione italiana venne curata da De Leonardis, che in seguito si occupò di tutti i Classici usciti in Italia dal 1950 al 1981, eccetto per Lo scrigno delle sette perle. 
Nella versione italiana il Quartetto Cetra sostituisce l'Hall Johnson Choir e i King's Men nei cori delle canzoni (ad eccezione di Song of the Roustabouts, rimasta in inglese) e il soprano Myriam Ferretti sostituisce Betty Noyes nella canzone Bimbo mio (Baby Mine), e per tale lavoro il gruppo ricevette una lettera di congratulazioni autografata da Walt Disney in persona, meravigliato del loro lavoro. Una differenza sostanziale con la versione originale riguarda però il nome di Dumbo: in originale, infatti, il nome che la signora Jumbo dà a suo figlio è "Jumbo Jr.". In Italia questo nome è stato trasformato in "Dumbo Jumbo", mentre in inglese "Dumbo" è il soprannome che le elefantesse danno al piccolo ("dumb" in inglese significa "stupido" o "muto"). Poiché tale gioco di parole non avrebbe avuto senso in Italia, "Dumbo" (pronunciato così come si scrive) è stato scelto come nome dell'elefantino fin dall'inizio.

### Principali redistribuzioni cinematografiche
- Stati Uniti d'America: 22 giugno 1949, 24 dicembre 1959, 11 ottobre 1972, 26 marzo 1976
- Francia: 3 ottobre 1956
- Danimarca: 26 dicembre 1956
- Italia: 21 aprile 1971
- Svezia: 2 dicembre 1972
- Giappone: 23 marzo 1974, 23 luglio 1983
- Germania Ovest: 18 giugno 1976
- Finlandia: 16 aprile 1981, 13 aprile 1990
- Australia: 6 maggio 1983
- Spagna: 12 aprile 1985
- Norvegia: 1º maggio 2002

### Edizioni home video

#### VHS
La prima edizione VHS del film in Italia uscì nell'aprile 1985, inizialmente esclusivamente per il noleggio, e conteneva il film ancora non restaurato. La seconda edizione italiana in VHS del film uscì nel febbraio 1992. Seguirono altre due riedizioni in VHS, nel 1997 e 2001.

#### DVD
La prima edizione DVD del film in Italia uscì il 1º aprile 1999 distribuito dalla Warner Home Video. Questo, come altri DVD Disney distribuiti dalla Warner, era privo di contenuti speciali. Il DVD è presentato in formato video 4:3.
La seconda edizione DVD uscì l'8 novembre 2001 e conteneva diversi contenuti speciali.
La terza edizione DVD è uscita il 24 maggio 2007. Si tratta della prima edizione speciale, con alcuni dei contenuti speciali dell'edizione precedente e altri nuovi.
La quarta edizione DVD è uscita il 3 marzo 2010, insieme alla prima edizione BD. Questa edizione è uscita in occasione del 70º anniversario del film e include alcuni contenuti speciali dell'edizione precedente insieme ad altri nuovi.

#### Blu-Ray
La prima edizione Blu-ray è uscita il 3 marzo 2010, in occasione del 70º anniversario del film. L'edizione comprende due dischi: un BD e un DVD. Ai contenuti speciali dell'edizione DVD se ne aggiungono di altri, alcuni nuovi e altri presi dall'edizione speciale del 2007.

## Accoglienza

### Incassi
Nonostante l'avvento della seconda guerra mondiale, Dumbo fu il film Disney di maggior successo economico degli anni quaranta. Dopo il rilascio del 23 ottobre, Dumbo dimostrò di essere un miracolo finanziario rispetto ad altri film Disney. Il semplice film costò solo 950.000 dollari per la produzione, la metà del costo di Biancaneve, meno di un terzo del costo di Pinocchio, e assai meno del costoso Fantasia. Dumbo alla fine incassò 1,6 milioni di dollari nel corso della sua distribuzione originale. Questo e Biancaneve e i sette nani, insieme, furono gli unici due Classici prima del 1943 a dare un profitto. Il film venne riedito nelle sale americane nel 1949, 1959, 1972 e 1976, mentre in quelle italiane solo nel 1971.

### Critica
Le recensioni del film nella sua prima uscita furono in gran parte positive. Variety disse che Dumbo era "una piacevole piccola storia, ricca di pathos mescolato con grandi dosi di umorismo, una serie di interessanti nuovi personaggi animali, un sacco di buona musica, e la solita perizia tecnica di Disney". Cecilia Ager, scrivendo in PM, considerò Dumbo "il Disney più bello e gentile finora", e Bosley Crowther, critico cinematografico per The New York Times, elogiò il film, ritenendolo "il più geniale, il più simpatico, il più prezioso lungometraggio animato mai emerso dai magici pennelli dei miracolosi artisti di Walt Disney". Time rispose all'accoglienza del film con l'intenzione di nominare il personaggio come "Mammifero dell'anno" (un gioco sull'annuale onorificenza di "Uomo dell'anno") Dumbo era destinato ad essere sulla copertina del numero di dicembre 1941 di Time, con un'apparizione sulla copertina dell'edizione del 29 dicembre 1941. Tuttavia, l'attacco di Pearl Harbor, il 7 dicembre dello stesso anno, spostò via il ciclo di notizie da Dumbo, anche se il saggio precedentemente programmato per il film, con un'introduzione più appropriata, apparve nella sezione "Cinema" di quel numero.
Oggi il film detiene una valutazione del 96% su Metacritic e Rotten Tomatoes. Il critico cinematografico Leonard Maltin considera Dumbo il suo film Disney preferito e lo ha descritto come "uno dei più affascinanti film d'animazione di Walt Disney". Nel 2011, il TIME lo inserì nella classifica "The 25 All-TIME Best Animated Films". Il film è anche il preferito di John Lasseter, nonché uno dei preferiti, se non il preferito, di Walt Disney stesso.
Dumbo vinse l'Oscar alla migliore colonna sonora nel 1942, assegnato ai direttori musicali Frank Churchill e Oliver Wallace. Churchill e il paroliere Ned Washington vennero nominati per l'Oscar alla migliore canzone per Bimbo mio (la canzone cantata durante la visita di Dumbo alla cella di sua madre, in originale Baby Mine), ma non vinsero per questa categoria. Il film ha vinto anche il premio al miglior disegno animato al Festival di Cannes 1947.

## Riconoscimenti
- 1942 - Premio Oscar
  - Miglior colonna sonora a Frank Churchill e Oliver Wallace
  - Candidatura alla Miglior canzone (Baby Mine) a Frank Churchill (musica) Ned Washington (testo)
  - Premio alla memoria Irving G. Thalberg a Walt Disney
- 1947 - Festival di Cannes
  - Palma d'oro per il miglior film (categoria disegni animati) a Ben Sharpsteen e Walt Disney
- 1941 - National Board of Review Awards
  - Migliori dieci film

Nel 2017 è stato registrato dalla National Film Preservation Board a far parte del National Film Registry.

## Sequel
Nell'edizione speciale del DVD per la celebrazione del 60° anniversario del film, nel 2001, tra i contenuti speciali vi era un'anticipazione del sequel direct-to-video del film, chiamato Dumbo II. La trama, ambientata il giorno dopo la fine del primo film, vedeva Dumbo e Timoteo perdersi insieme ad altri animali in una grande città, New York, e inseguire il treno del circo per ricongiungersi agli altri. Gli animali compagni dei protagonisti, che avevano diverse età per rappresentare la vita dell'essere umano erano i giovani orsi gemelli Claude e Lolly, la zebra Dot, l'ippopotamo Godfrey, il più anziano del gruppo, e lo struzzo Penny. Inoltre, si sarebbe saputo che fine avesse fatto il padre di Dumbo. Il progetto di realizzazione del film venne cancellato quando John Lasseter nel 2006 divenne capo dell'animazione dei Walt Disney Animation Studios.

## Remake live-action
Tim Burton ha diretto Dumbo, il remake in live-action del film, con una sceneggiatura scritta da Ehren Kruger. Tuttavia, più che un remake, il film è stato pensato e creato per essere a metà fra una reimmaginazione e un sequel dell'originale Dumbo. Il film esplora le vicende dell'elefantino, intrecciandole con la storia di un circo e di un padre con i suoi bambini. Tra i membri del cast figurano gli attori Colin Farrell (Holt Farrier), Danny DeVito (Max Medici), Eva Green (Colette Marchant) e Michael Keaton (V. A. Vandevere). Le riprese sono iniziate ufficialmente nel luglio 2017 a Londra. L'uscita del film è avvenuta il 28 marzo 2019 nelle sale italiane ed il 29 marzo 2019 in quelle americane. Il film ha incassato 114,7 milioni di dollari nel Nord America e 238,5 nel resto del mondo, per un totale di 353,2 milioni di dollari. Si è stimato che il film avrebbe dovuto incassare più di 500 milioni di dollari in tutto il mondo solo per raggiungere il pareggio. Con un budget combinato di produzione e pubblicità di 300 milioni di dollari, alla fine è stata riferita la perdita di denaro del film, rendendolo il remake o adattamento Disney in live-action meno redditizio del 2019.

## Altri media

### Dumbo's Circus
Dumbo's Circus fu una serie televisiva live action con pupazzi per il pubblico prescolare che andò in onda su Disney Channel negli anni ottanta (la serie è inedita in Italia). A differenza del film, Dumbo parlava nello spettacolo. Ogni personaggio avrebbe compiuto un atto speciale, che andava dal ballare al cantare, a raccontare barzellette.

### Parchi a tema

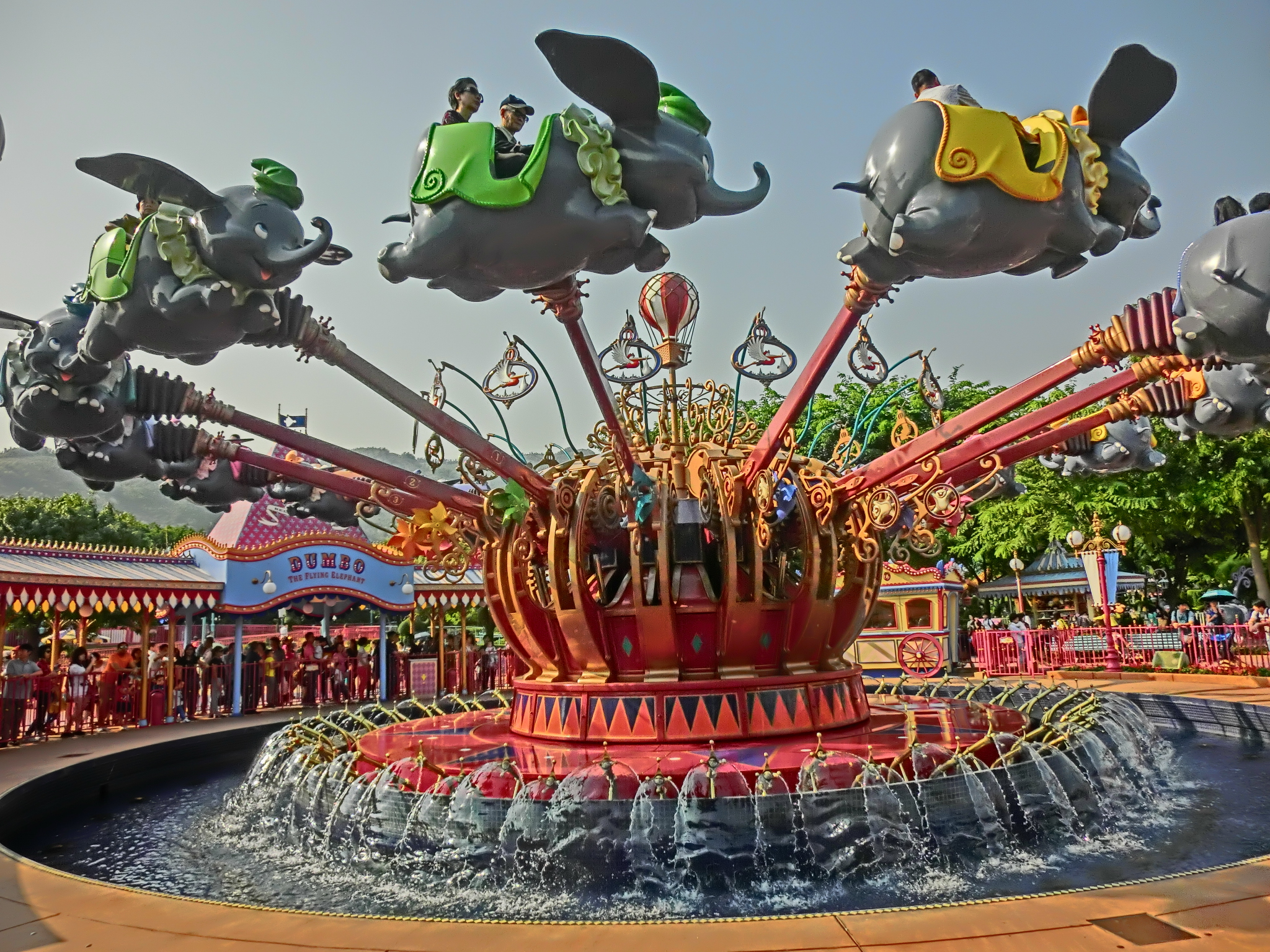
Attrazione dedicata al personaggio

- Dumbo The Flying Elephant è una popolare attrazione che appare nel Magic Kingdom di Walt Disney World[38] e a Disneyland,[39] Tokyo Disneyland,[40] Disneyland Park (Parigi) e Hong Kong Disneyland.[41]

- Il Casey Jr. Circus Train è un'attrazione situata a Disneyland e Disneyland Paris.

- Nel giugno 2009 Disneyland ha introdotto un Dumbo volante nel suo show di fuochi d'artificio notturno, in cui l'elefante vola attorno al Castello della Bella Addormentata nel Bosco, mentre i fuochi d'artificio si sincronizzano con musica[42].

### Altro
- Una cicogna simile a quella che accompagna Dumbo alla madre è presente in Lambert leone tenerone (1952).
- Dumbo fa un cameo in Basil l'investigatopo, come un giocattolo che produce bolle nel negozio.
- Dumbo e Timoteo appaiono spesso come ospiti del locale in House of Mouse - Il Topoclub, e nei film da essa tratta.
- Casey Jr è apparsa in altri prodotti Disney, compresa la intro della casa.
- Il circo, Dumbo e i corvi hanno un breve cameo in Topolino.
- Dumbo e gli altri personaggi del film appaiono anche in Once Upon a Studio.
- Dumbo compie delle apparizioni minori in Chi ha incastrato Roger Rabbit, Il re leone 3 - Hakuna Matata, come sagoma nel cinema quando tutti i personaggi Disney si ritrovano tutti insieme alla fine per rivedere il film al cinema, e in Ralph spacca Internet.

### Fumetti
- Dumbo e altri personaggi del film appaiono in vari fumetti Disney.

### Videogiochi
- Il Direttore del Circo è uno dei quattro antagonisti principali in La rivincita dei Cattivi. I clown fungono da "mini-boss".

- Dumbo appare nei videogiochi Kingdom Hearts e Kingdom Hearts: Chain of Memories.[43]

## Casi mediatici
I corvi del film possono essere interpretati come la personificazione dello stereotipo della cultura afroamericana degli anni trenta e anni quaranta del XX secolo, cosa che si può notare nel loro abbigliamento che segue la moda di allora e nel loro numero musicale in stile jazz. Il capo dei corvi venne originariamente chiamato "Jim Crow", come riferimento e ironica e sarcastica presa in giro e satira verso le famigerate omonime leggi volte alla segregazione razziale in quel periodo nel sud degli Stati Uniti e che a loro volta presero il nome dall'omonimo personaggio di fantasia pre-guerra civile, e nonostante successivamente sia stato cambiato negli anni cinquanta in "Dandy Crow" per evitare fraintendimenti e controversie razziali, il nome originale è rimasto per ovvie ragioni quello più conosciuto e impresso nella mente del pubblico, incrementando così la controversia (sebbene nel film, almeno in lingua originale, non venga menzionato nessun nome). Il personaggio venne doppiato da Cliff Edwards, unico attore caucasico del gruppo (premiato come Disney Legend postumo nel 2000), scelto non solo per aver guadagnato fama con la sua riuscitissima interpretazione nel ruolo del Grillo Parlante (Jiminy Cricket) nel precedente Pinocchio e per la sua particolare caratterizzazione, ma anche per la sua famosa capacità di cantare lo scat e di imitare gli strumenti musicali (l'attore era ed è conosciuto ancora con il soprannome "Ukulele Ike"). Tutti gli altri corvi sono stati doppiati da attori e cantanti afro-americani, membri dell'Hall Johnson Choir, tra loro sono presenti anche gli attori afro-americani James Baskett (nel ruolo di Fats, il più grasso dei corvi) e Nick Stewart (nel ruolo di Specks, il più piccolo con gli occhiali spessi).
Nonostante le critiche dello scrittore Richard Schickel sulla rappresentazione dei corvi, molti altri scrittori, come John Grant, respingono queste affermazioni: «Mi sembra molto strano il fatto che qualcuno veda seriamente un'offesa razziale nella loro rappresentazione. Quindi va bene fare caricature di ogni tipo di bianchi, ma non di neri? Questo sì che è razzista, ed è sicuramente un razzismo molto profondo, molto più profondo di qualsiasi cosa si possa trovare nella rappresentazione amichevole e positiva dei corvi». I difensori notano che i corvi sono fra i pochi personaggi del film a comprendere la condizione di Dumbo, spiriti liberi che non si inchinano a nessuno, personaggi intelligenti, vitali, compassionevoli, empatici e comprensivi, a differenza dello stereotipo di Stepin Fetchit e dei personaggi da lui interpretati al tempo comune e soprattutto negli anni '30. Secondo lo storico dell'animazione John Canemaker, i corvi simpatizzano con Dumbo per la sua difficile situazione, in quanto anch'essi sono un gruppo alienato e ostracizzato a causa del loro aspetto fisico e dei pregiudizi e falsi miti su di loro. I difensori e i creatori stessi hanno affermato che i corvi rappresentano un riflesso della situazione razziale in quella parte degli Stati Uniti d'America in quegli anni. Inoltre, la loro canzone Giammai gli elefanti volar (When I See an Elephant Fly) è più orientata a beffarsi del topo Timoteo che delle grandi orecchie di Dumbo, che i corvi non ridicolizzano mai.
I corvi vennero creati prendendo in realtà ispirazione dagli artisti jazz maestri dello scat e dagli intrattenitori afro-americani di quel periodo (fra le principali fonti di ispirazione vi sono Cab Calloway e Louis Armstrong, in particolare nello slang), fatto confermato più volte, oltreché dai video ufficiali Disney Making of Dumbo (uno dei corvi si chiama "Fats", come il celebre musicista e cantante afro-americano Fats Waller). Ward Kimball, l'animatore capo dei corvi e altra Disney Legend, usò come riferimenti live-action per favorire al meglio le animazioni e renderle più realistiche (specialmente quelle di danza) il famoso duo di ballerini afro-americani dell'epoca noto come The Jackson Brothers (Freddie e Eugene Jackson), che hanno improvvisato le danze e i movimenti introdotti poi nella sequenza musicale dei corvi. Il film, specialmente se guardato e ascoltato in lingua originale, porta con sé riferimenti alla seconda guerra mondiale e alla situazione razziale negli Stati del sud; non a caso il film è ambientato negli anni '40 in quella parte degli USA dove erano in vigore le Leggi Jim Crow, come la Florida nel caso del film.
Curiosamente, i corvi della vita reale, così come quelli del film, sono animali particolarmente intelligenti, capaci persino di provare empatia, e anch'essi sono vittime di ingiusti luoghi comuni e pregiudizi.
Durante la sua premiazione come Disney Legend nel 2017, l'attrice e doppiatrice afroamericana Whoopi Goldberg ha difeso i corvi di Dumbo, assieme al film I racconti dello zio Tom, dichiarando che i personaggi meritano molto più rispetto e giustizia e di essere inclusi maggiormente nel merchandise Disney, soprattutto perché «quei corvi cantano la canzone in Dumbo che il pubblico più ricorda e ama».
L'animatore afroamericano Floyd Norman (Disney Legend dal 2007), primo animatore afroamericano assunto negli anni '50 durante la Silver Age e stretto collaboratore di Walt nonché amico di Ward Kimball, nel 2019 ha parlato in difesa dei corvi, di Disney (da lui definito «Old Maestro») e degli altri animatori nel suo articolo intitolato Black Crows and Other PC Nonsense, dichiarando che né lui né gli animatori erano razzisti e che con la loro arte, come altri sia allora che in tempi recenti o odierni, ironizzavano sul mondo dello spettacolo e la società del tempo: «Walt Disney era un intrattenitore e un artista e i suoi film animati semplicemente riflettevano ed emulavano i famosi artisti e membri del mondo dello spettacolo e dell'intrattenimento dei suoi tempi». Ha dichiarato inoltre che i corvi da lui definiti «iconici» e «cool» e «con cui generazioni di persone che li hanno amati sono cresciute» non sono razzisti né sono stati creati con intenti razzisti, mostrando poi un disegno raffigurante due dei personaggi, Dandy (Jim) e Specks, durante la famosa scena di danza presente nel film realizzato e firmato dallo stesso Norman. Floyd ha visto il film molte volte sin dalla sua prima uscita cinematografica quando lui era ancora bambino, la prima fonte di ispirazione a diventare animatore alla Disney, ritenendolo «dannatamente bello», aggiungendo anche che «quello era Disney al suo massimo, in tutta la sua magia e semplicità, la quintessenza di Disney», e che «ballerini afroamericani furono assunti dai Walt Disney Studios per fornire un riferimento visivo agli animatori Disney. Il risultato è una delle animazioni cartoonesche più belle e divertenti che si siano mai viste in un film d'animazione Disney. Cantanti e ballerini afroamericani hanno ispirato gli animatori Disney e hanno ballato insieme portando quella stessa gioia e intrattenimento sul grande schermo». Sempre nel suo articolo ha parlato fortemente a sfavore della tendenza politicamente corretta e neo-puritana degli ultimi anni, definendola folle, insensata e distruttiva, dichiarando inoltre con testuali parole: «Miei cari amici, la Leggenda Disney Ward Kimball ha animato questi corvi jazzisti negli anni quaranta. Se trovate razzista Dumbo di Walt Disney, è solo un vostro problema», aggiungendo poi quanto le persone siano diventate iper-sensibili e molto più povere in quanto a umorismo, e che i corvi e il nome originale "Jim Crow" erano stati pensati per ironizzare e sbeffeggiare o prendere in giro le leggi Jim Crow in quegli anni nel sud degli Stati Uniti, e perciò il pubblico è diventato incapace di contestualizzare e di cogliere l'ironia e il sarcasmo. «Sfortunatamente, l'ironia e il sarcasmo sembrano sprecati per l'attuale e ignorante generazione». Floyd ha lavorato personalmente alla creazione degli avvoltoi ne Il libro della giungla (anch'essi rappresentano personaggi emarginati, tuttavia i corvi della realtà sono giudicati più ingiustamente con molti più pregiudizi), palesemente ispirati ai Beatles, così come i corvi di Dumbo erano basati sugli intrattenitori e i musicisti jazz afro-americani del loro tempo più o meno conosciuti, notando che sugli avvoltoi non c'è stata nessuna controversia e chiedendosi perché. Ha poi dichiarato di non poter tollerare affatto una possibile censura dei corvi e di altri film Disney o qualsiasi altra modifica a essi, affermando che conosceva molto bene Walt e che «non avrebbe mai voluto che la polizia della correttezza politica modificasse o censurasse i suoi classici, e che sarebbe un vero insulto e oltraggio al suo lavoro, alla sua arte e alla sua memoria. Vorrei ricordarvi che George Clooney nel ruolo di un povero bianco del sud nel film Fratello, dove sei?, fece praticamente lo stesso numero coreografico. Dopotutto, i Soggy Bottom Boys non erano l'equivalente bianco dei corvi neri? Nessuno ha trovato quello offensivo. Il mondo è cambiato, la cultura è cambiata, non c'è nulla di sbagliato nell'ammettere ciò. Tuttavia, è totalmente sbagliato modificare o riscrivere la storia semplicemente perché vi dà in qualche modo fastidio. Alla fine, mentre parlavo con Ward Kimball, gli ho detto quanto mi sono divertito a vedere i corvi neri fare quel piccolo numero coreografico di jazz-scat che ha animato. I corvi si esibiscono nella loro canzone When I See an Elephant Fly, in quella scena che cambierà per sempre la vita di Dumbo, e garantisco che è l'animazione Disney al suo meglio. Il classico animato di Walt Disney non è "razzista", né Walt Disney, i suoi animatori e tutti coloro che hanno lavorato al film. Ho avuto l'onore ed il privilegio di conoscere e lavorare con la maggior parte di loro. L'unica cosa che questi talentuosi uomini e donne desideravano era di portare sullo schermo il miglior intrattenimento Disney. In questa folle, irrazionale e distruttiva era di stupidaggini e insensatezze "politicamente corrette" ho pensato doveste saperlo».
Lo storico dell'animazione John Canemaker, ha fatto notare che i corvi simpatizzano per la difficile situazione di Dumbo, poiché anche loro sono un gruppo alienato e discriminato, ostracizzato a causa del loro aspetto fisico e dei pregiudizi su di loro. Il critico e storico cinematografico e dell'animazione Leonard Maltin ha convenuto che «negli ultimi anni ci sono state controversie considerevoli e anche ingiustificate sulla sequenza dei corvi. I corvi sono innegabilmente neri, ma sono personaggi neri, non stereotipi dei neri. Nessun dialogo denigratorio o Zio Tomismo nella scena, e se ci vuole "offendere" nell'udire dei neri chiamarsi a vicenda "fratello", allora lo spettatore è semplicemente sensibile all'accuratezza». Inoltre, Michael Wilmington ha definito i corvi «figure paterne», individui sicuri di sé che sono «ovvie parodie di neri proletari». Descrive i corvi come la parte più divertente del film: «I corvi sono i personaggi più vivaci, vitali, simpatici, amichevoli, comprensivi, empatici e anche più uniti del film. Sono tosti, ma anche generosi. Non si inchinano davanti a nessuno. E, naturalmente, sono loro che insegnano a Dumbo a volare».